# Karel Domin
Karel Domin (Kutná Hora, 4 de maig de 1882 - Praga, 10 de juny de 1953), fou un polític i botànic txec.

## Biografia
Va fer els seus estudis en el "Gymnasium" (institució d'ensenyament secundari) de Příbram després a la Universitat Carolina de Praga, on rep una habilitació en Botànica l'any 1906. L'any 1916, es converteix en professor de Botànica i s'especialitzà en fitogeografia i en taxonomia vegetal.
Es converteix en membre de l'Acadèmia txeca de les ciències i funda l'Institut de Botànica de la Universitat de Praga. Domin va publicar nombrosos treballs científics i va fundar l'Institut a la universitat. L'escala de Domin s'anomena així en honor seu, i és un dels mitjans usats per classificar una àrea estàndard, pel nombre d'una determinada espècie de plantes que es poden trobar en aquesta àrea.
L'any acadèmic 1933/1934 fou nomenat el rector de la "Universitat Carolina" de Praga.
Inicia la lluita per les antigues insígnies universitàries entre les universitats txeques i alemanyes de Praga (insigniáda) que causaren baralles de carrer i motins. Durant el període 1935-1939, va ser nomenat membre del Parlament. Després dels Acords de Múnic, participa en la fundació del moviment polític proper al feixisme Akce národní obrody.
Fou recol·lector d'espècimens de plantes per l'herbari a Austràlia, República Txeca i Indonèsia.

## Obra
- "Pteridophyta of the Island of Dominica, The", Domin, 1929.